# Varigotti
Varigotti is een plaats (frazione) in de Italiaanse gemeente Finale Ligure.